# Волков Леонід Михайлович
Леонід Михайлович Волков (нар. 10 листопада 1980, Свердловськ, РРФСР, СРСР) — російський політик і громадський діяч, IT-фахівець, керівник передвиборного штабу Олексія Навального на виборах Президента Росії 2018 року і згодом штабу «страйки виборців», який після закінчення виборів перекваліфікувався в мережу регіональних штабів Навального, співзасновник «Товариства захисту інтернету». У січні 2021 року Слідчий комітет Росії заочно пред'явив йому звинувачення «за втягнення підлітків у незаконні мітинги» і оголосив його в розшук.
З 1 березня 2009 по вересень 2013 року — депутат Єкатеринбурзької міської Думи . Голова Центрального виборчого комітету, створеного для виборів в Координаційну Раду опозиції, і керівник передвиборчого штабу Олексія Навального на виборах мера Москви в 2013 році. Один з творців партії «Народний альянс» (пізніше — «Партія Прогресу», партія «Росія Майбутнього»), яку через склад учасників вважають «партією Навального» . Колишній голова Свердловського відділення і член Федерального політради Партії народної свободи, член федеральної політради ОДР «Солідарність» . Капітан команди Russia-Ural на 10-му Міжнародному турнірі юних фізиків IYPT в 1997 році, учасник чемпіонату світу з програмування 2001 року, в якому зайняв 14-е місце (бронзові медалі) в складі команди УрГУ .

## Біографія
Народився 10 листопада 1980 року в Свердловську. Його батько — Михайло Володимирович Волков, професор, головний науковий співробітник лабораторії комбінаторної алгебри ІМКН Уральський федеральний університет (УрФУ) . Мати — Сусанна Борисівна Волкова (Купчик), старший викладач кафедри нових інформаційних технологій в освіті Уральського державного педагогічного університету . З власних слів, єврей за етнічністю .
У 2002 році закінчив математико-механічний факультет Уральського державного університету. У 2005 році закінчив аспірантуру Уральського державного університету і в 2006 році став кандидатом фізико-математичних наук, захистивши дисертацію на тему «Моделі та алгоритми обробки інформації в програмних комплексах електронного документообігу».
З 1998 по 2010 рік працював в компанії «СКБ Контур». Там він піднявся по кар'єрних сходах від стажиста-програміста до заступника генерального директора, з 2007 року був керівником Управління федеральних проектів і членом ради директорів. До 2010 року працював над створенням і розвитком нових систем електронного обліку та звітності для бізнесу та бюджетної сфер.
1 березня 2009 обраний депутатом Єкатеринбурзької міської Думи по виборчому округу № 10 Кіровського району (самовисування). Член постійної депутатської комісії з міського господарства, містобудування та землекористування та постійної депутатської комісії з питань місцевого самоврядування, культурної та інформаційної політики .
У 2013 році переїхав з родиною з Єкатеринбурга в Люксембург по роботі . Повернувся в Росію в кінці 2014 року .
У серпні 2019 року через ризик кримінального переслідування по «справі ФБК» Леонід Волков виїхав з Росії. В даний час проживає в Вільнюсі.

## Політична та громадська діяльність

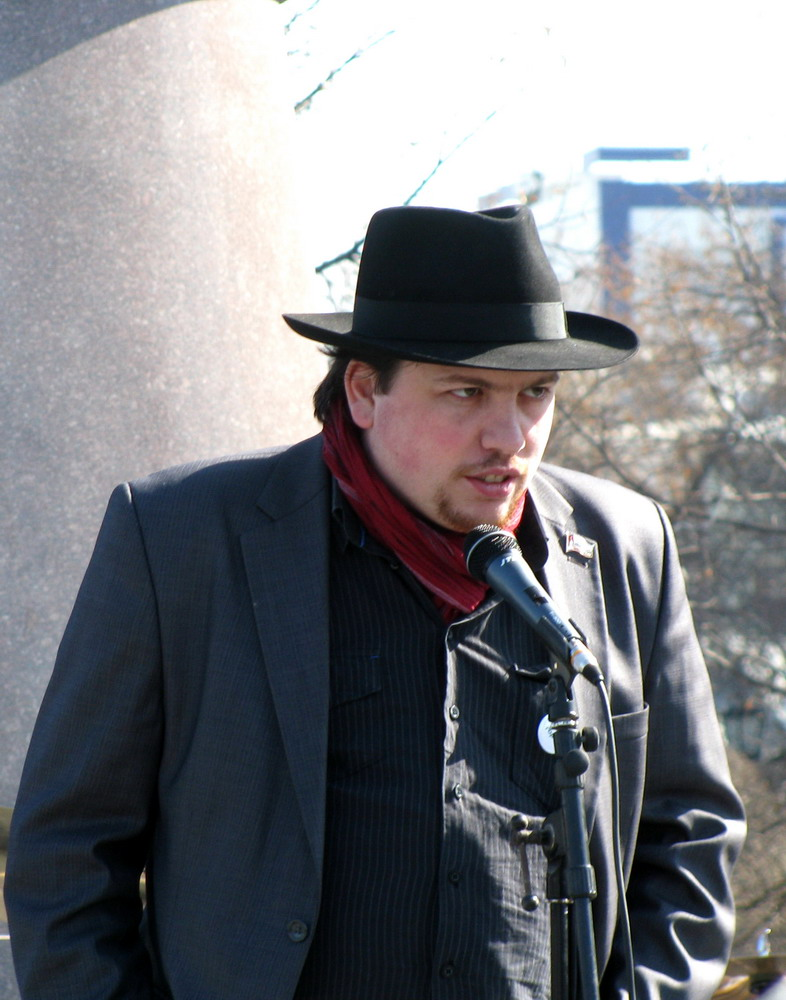
На мітингу проти будівництва храму на площі Праці в Єкатеринбурзі 10 квітня 2010 року

З 2009 року — член руху «Солідарність». 10 квітня 2010 року виступив організатором мітингу проти будівництва храму РПЦ на Площі Праці в Єкатеринбурзі — захід зібрав понад 3500 учасників і став наймасовішою протестної акцією в місті з часів перебудови. 24 жовтня 2010 року виступив одним з організаторів мітингу на підтримку Єгора Бичкова.
6 червня 2011 року разом з опозиційним політологом Федором Крашенінніковим представив книгу «Хмарна демократія» про перспективи розвитку інституту виборів та принципів демократії за допомогою інформаційних технологій .
У 2011 році брав участь у виборах до Законодавчих зборів Свердловської області по Жовтневому одномандатному виборчому округу № 10. Виграв в Обласному суді Свердловської області позов до виборчкому, який відмовлявся реєструвати кандидата на підставі перевищення числа підписів, визнаних недійсними, але був знятий з виборів Верховним Судом РФ .
У 2012 році організував збір коштів на будівництво «Кладовища пам'ятників архітектури Єкатеринбурга», яке відкрилося у Міжнародний день музеїв . У серпні того ж року приступив до роботи по організації виборів в Координаційну Раду російської опозиції в якості голови Центрального виборчого комітету.
В цей же час він заявив, що не бачить для себе майбутнього як публічного політика, проте йому дійсно цікаво «опрацювання і вирішення організаційних питань, створення працюючих систем і структур, особливо — на стику ІТ та політики» . На Установчому з'їзді «Народного альянсу» 15 грудня 2012 року обраний до Центральної Ради партії, а влітку 2013 року очолив передвиборний штаб кандидата в мери Москви Олексія Навального.
2015 року очолив виборчий штаб партії ПАРНАС на виборах до Законодавчих зборів Новосибірської області . Після відмови у реєстрації списку кандидатів за підсумками перевірки підписів по базах даних ФМС Росії, в якій, за його твердженням, міститься велика кількість помилок, оголосив голодування. Волков стверджував, що фальшиві підписи були зібрані токсичними збирачами. Того ж року очолив виборчий штаб партії ПАРНАС на виборах до Костромської обласної думи.
2015 року проти Волкова було порушено кримінальну справу за заявою кореспондента LifeNews Поступінського, який стверджував, що 17 липня 2015 року опозиціонер пошкодив його мікрофон під час конфлікту біля штабу Демократичної коаліції в Новосибірську. Пізніше кореспондент LifeNews змінив свідчення і став запевняти, що Волков схопив його за руку, заподіявши фізичний біль. Волкова звинуватили в перешкоджанні роботі журналіста із застосуванням насильства (частина 3 статті 144 Кримінального кодексу РФ). Суддя Центрального районного суду Новосибірська кваліфікувала дії Волкова по більш м'якій частині статті, без застосування насильства, і у серпні 2016 засудила його до штрафу в розмірі 30 неоподатковуваних мінімумів доходів громадян  .
Наприкінці 2015 року разом з політиком Сергієм Бойко заснував «Товариство захисту інтернету», призначене для захисту інтернету в Росії від цензури, надмірного регулювання та адміністративного свавілля  .
26 березня 2017 року Волков та інші співробітники Фонду боротьби з корупцією, які організували в своєму офісі пряму трансляцію з акцій протесту по всій Росії, були затримані поліцією. На Волкова і ще одного співробітника ФБК були складені протоколи, згідно з якими вони відмовилися на вимогу співробітників правоохоронних органів покинути приміщення фонду, коли поліцейські проводили евакуацію через повідомлення про нібито підготовлюваний вибух. 27 березня Симоновський суд Москви засудив Волкова до 10 діб арешту за звинуваченням за статтею 19.3 Кодексу про адміністративні правопорушення РФ («Непокора законному розпорядженню співробітника поліції») . Сумарно в ході кампанії на підтримку реєстрації Олексія Навального в якості кандидата на виборах президента Росії заарештовувався 5 разів і провів під адміністративним арештом 95 діб.
12 червня 2017 року Волков та інші співробітники «Фонду боротьби з корупцією» провели дев'ятигодинну трансляцію з акцій протесту по всій Росії .

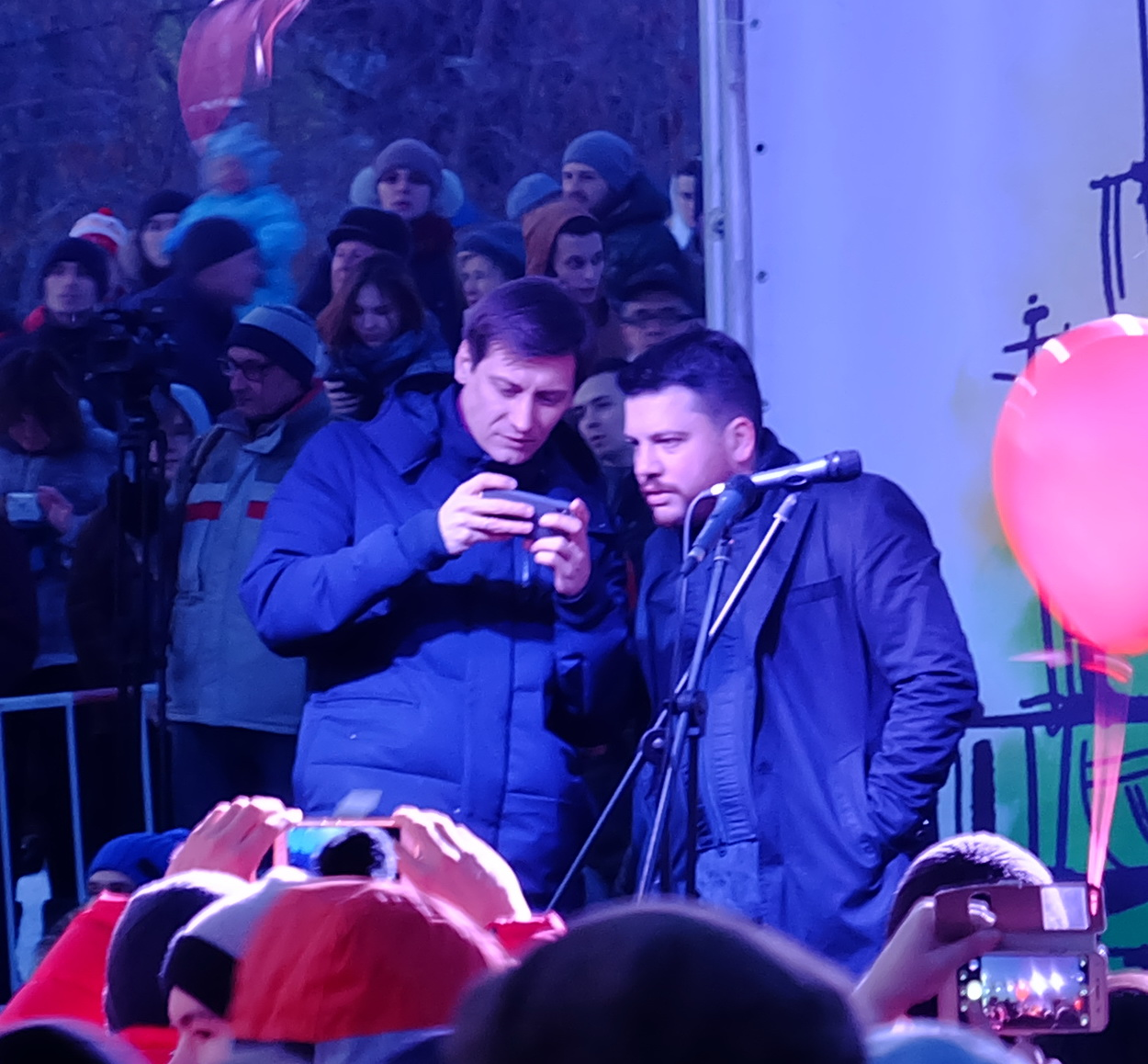
Леонід Волков і Дмитрій Гудков на мітингу проти скасування виборів мера Єкатеринбурга, 2 квітня 2018

В осінньому семестрі 2018 року Леонід Волков пройшов піврічне навчання в Єльському університеті за програмою «Maurice R. Greenberg World Fellows Program». Влітку 2019 року залишив Росію після порушення кримінальної справи стосовно ФБК і не повернувся
28 січня 2021 року Головним слідчим управлінням Слідчого комітету РФ проти Волкова порушено кримінальну справу за ознаками злочину, передбаченого частиною 2 статті 151.2 КК РФ («схиляння в інформаційно-телекомунікаційних мережах неповнолітніх до вчинення протиправних дій»), а 29 січня владою РФ він оголошений в розшук.
На початку лютого 2021 року в Єкатеринбурзі у Сусанни і Михайла Волкових — батьків Леоніда Волкова — пройшов обшук. За словами матері Волкова, в постанові було зазначено, що обшук пов'язаний зі справою про порушення санітарно-епідеміологічних норм (ст. 236 КК) в Москві 23 січня.
10 лютого 2021 року Леонід Волков був оголошений в міждержавний розшук на території СНД. Він проходить у справі про залучення неповнолітніх в несанкціоновані мітинги. СК зажадав його заочного арешту на два місяці і Басманний суд задовольнив це клопотання. Раніше його оголосили в розшук по Росії. Басманний суд Москви заочно заарештував його на два місяці.
12 березня 2024 року на Волкова було скоєно напад біля його будинку у Вільнюсі, йому розбили вікно в машині та розпилили в очі сльозогінний газ, після чого нападник почав бити Леоніда молотком. Волкова доставили в лікарню, але незабаром виписали, у нього зламана рука. Затримати нападника по гарячих слідах не вдалося. Литовська поліція почала розслідування. 19 квітня 2024 року Прем'єр-міністр Польщі Дональд Туск повідомив, що поліція польщі затримала 2 нападників, також було затримано замовника нападу на Волкова – за його словами, це громадянин Білорусі.

## Родина
Мешкав у Москві.
З 2015 року одружений з Ганною Бірюковою, керівницею соціологічної служби Фонду боротьби з корупцією, має від неї сина Марка (2017 року народження) .
Раніше (2007 рік) був одружений з Наталією Гредіною, з якою має сина Бориса (2009 року народження) і дочку Маргариту (2012 року народження).
Рідний брат Євгеній Волков живе в Єкатеринбурзі, працює архітектором. Бере участь в арх-групі «Подільники», що відновлює пам'ятник конструктивізму «Біла вежа» .